# Storpolen

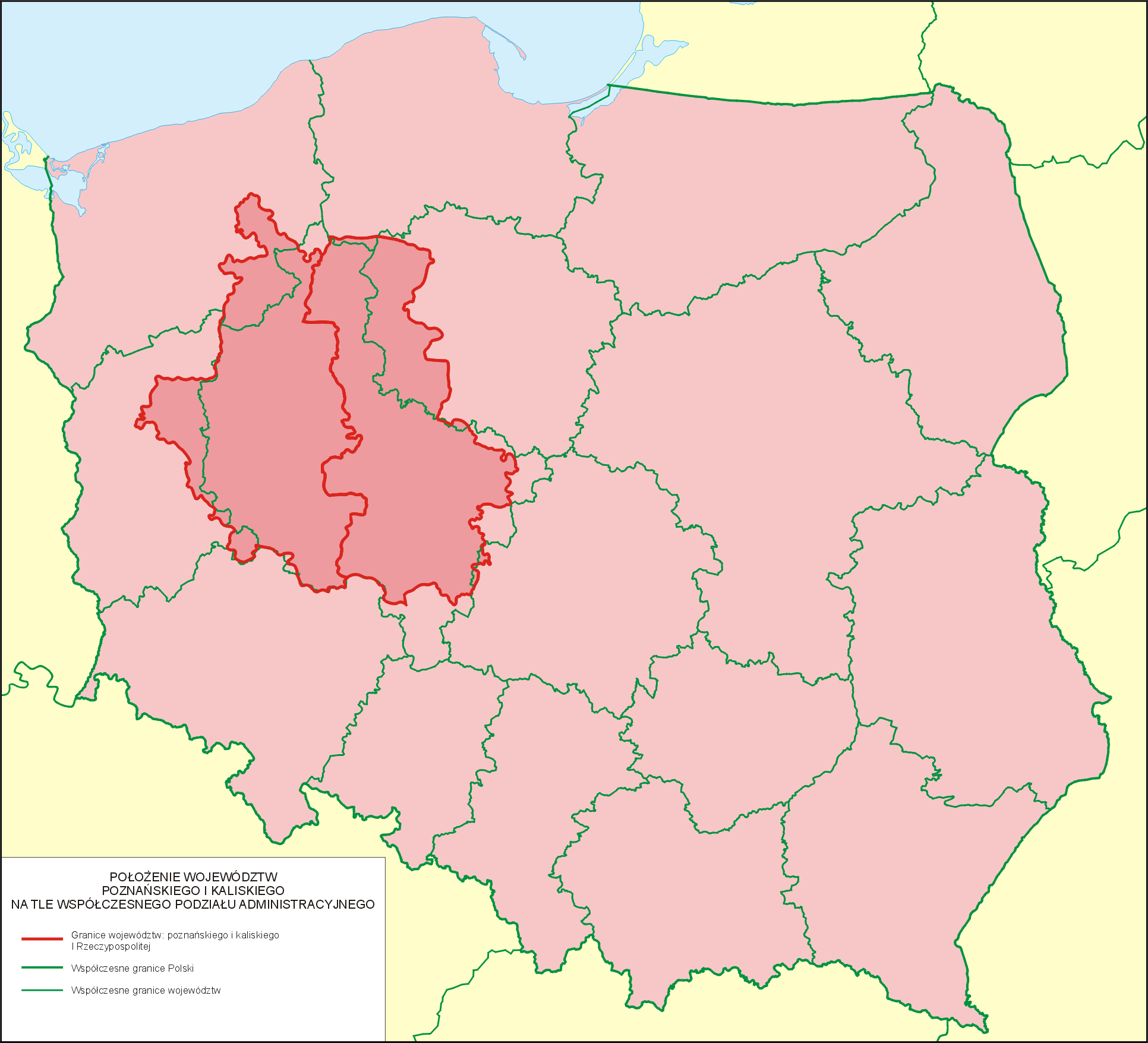
Det gamla Storpolens utsträckning i dagens Polen.

Storpolen (på polska Wielkopolska; på latin Polonia Maior; kallas på polska även Staropolska som betyder ”äldre Polen”) är en historisk benämning på ett landskap i Polen, beläget kring floden Warta som från 900-talet kom att utgöra kärnan av den polska staten. Storpolen har fått ge namn åt det moderna polska vojvodskapet Storpolens vojvodskap.
Storpolen kallades den nordvästra, jämna och i allmänhet fruktbara delen av det forna polska riket. Det var rikets stamland samt motsvarade, i inskränkt bemärkelse, vojvodskapen Posen, Kalisz, Sieradz, Łęczyca, Rawa och området Wieluń, i vidsträcktare betydelse även Kujavien, Płock och Masovien samt hertigdömet Preussen med Ermland, Pommerellen och Kulm.
Städerna Gniezno, Poznań och Kalisz är viktiga centralorter i Storpolen.